# 沙市区
沙市区（さし-く）は中華人民共和国湖北省荊州市に位置する市轄区。長江の北岸に位置する港湾都市であり、かつては単独で地級市を形成していた。1949年から1994年まで存在していた市である、今沙市は荊州の都心です。

## 歴史
沙市区誕生以前に関しては、沙市市を参照のこと。

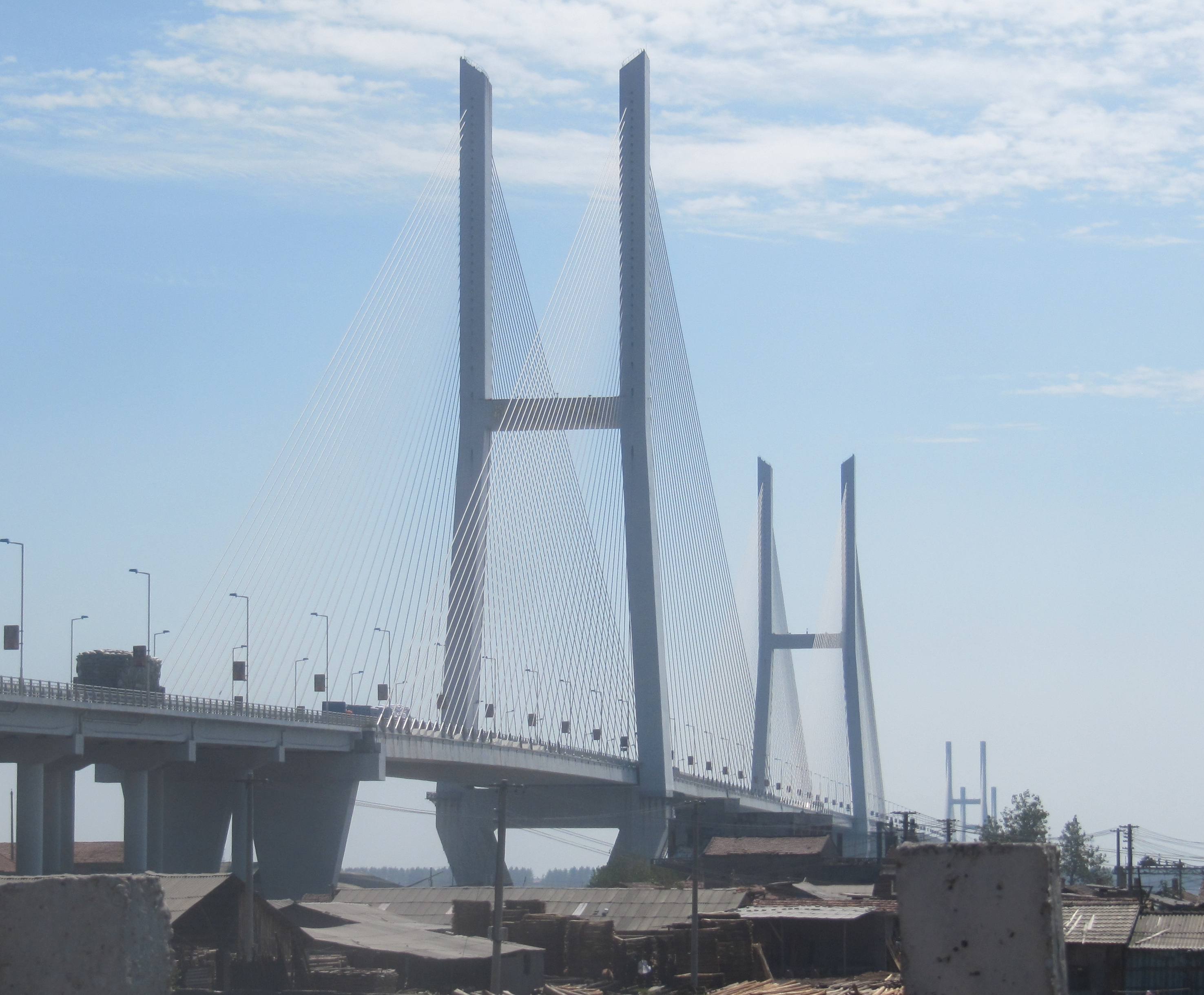
荊州長江大橋

- 2018年12月18日，立新鄉改立新街道。

## 行政区画
9街道、4鎮を管轄する。
- 街道：中山街道、崇文街道、解放街道、勝利街道、朝陽街道、西湖街道、立新街道、魚農橋街道、聯合街道
- 鎮：鑼場鎮、岑河鎮、観音壋鎮、関沮鎮